# 예천육상실내훈련장
예천육상실내훈련장(醴泉陸上室內訓鍊場, Yecheon Athletics Indoor Training Field)은 대한민국 경상북도 예천군에 있는 스포츠 시설이다. 우레탄 트랙이 갖춰진 경기장이며, 2012년에 준공되었다.

## 참고 문헌
- “예천육상실내훈련장”. 《예천군체육사업소》. 예천군체육사업소.
- 《2021년 전국 공공체육시설 현황(2020년말 기준)》. 대한민국 문화체육관광부. 2022.
- 《2023 전국 공공체육시설 현황 (2022년 12월말 기준)》. 대한민국 문화체육관광부. 2024.

## 같이 보기
- 예천스타디움